# 永田倖大
永田 倖大（ながた こうだい、2002年9月8日 - ）は、宮崎県出身のプロサッカー選手。Jリーグ・京都サンガF.C.所属。ポジションはディフェンダー（センターバック）。

## 来歴
宮崎県生まれで、地元の少年サッカーチームでサッカーを始めた。中学時代にはセレソン都城FCに所属し、半代将都とツートップを組むなどFWとしてプレーしていたが、DFをやってみたところハマりコンバートされた。
高校時代はサガン鳥栖U-18に所属。2019年にはクラブユース大会準優勝を果たした。2020年8月7日にサガン鳥栖のトップチームに2種登録されることが発表された。その後明治大学に進学した。
2024年11月21日、J1リーグ・京都サンガF.C.が2025シーズンからの加入を発表した。2025年3月29日に行われたJ1リーグ・サンフレッチェ広島戦に出場し、J1初出場を記録した。

## 所属クラブ
- 相浦西SS
- セレソン都城FC
- 2018年 - 2020年 サガン鳥栖U-18
  - 2020年8月 - 同年12月 サガン鳥栖 (2種登録)
- 2021年 - 2024年 明治大学
- 2025年 -  京都サンガF.C.

## 個人成績
| 国内大会個人成績 | 国内大会個人成績 | 国内大会個人成績 | 国内大会個人成績 | 国内大会個人成績             | 国内大会個人成績 | 国内大会個人成績 | 国内大会個人成績 | 国内大会個人成績 | 国内大会個人成績 | 国内大会個人成績 | 国内大会個人成績 |
| 年度             | クラブ           | 背番号           | リーグ           | リーグ戦                     | リーグ戦         | リーグ杯         | リーグ杯         | オープン杯       | オープン杯       | 期間通算         | 期間通算         |
| 年度             | クラブ           | 背番号           | リーグ           | 出場                         | 得点             | 出場             | 得点             | 出場             | 得点             | 出場             | 得点             |
| 日本             | 日本             | 日本             | 日本             | リーグ戦                     | リーグ戦         | リーグ杯         | リーグ杯         | 天皇杯           | 天皇杯           | 期間通算         | 期間通算         |
| ---------------- | ---------------- | ---------------- | ---------------- | ---------------------------- | ---------------- | ---------------- | ---------------- | ---------------- | ---------------- | ---------------- | ---------------- |
| 2025             | 京都             | 15               | J1               |                              |                  |                  |                  |                  |                  |                  |                  |
| 通算             | 日本             | 日本             | J1               | \|\|\|\|\|\|\|\|\|\|\|\|\|\| |                  |                  |                  |                  |                  |                  |                  |